# Giuseppe Bonnici

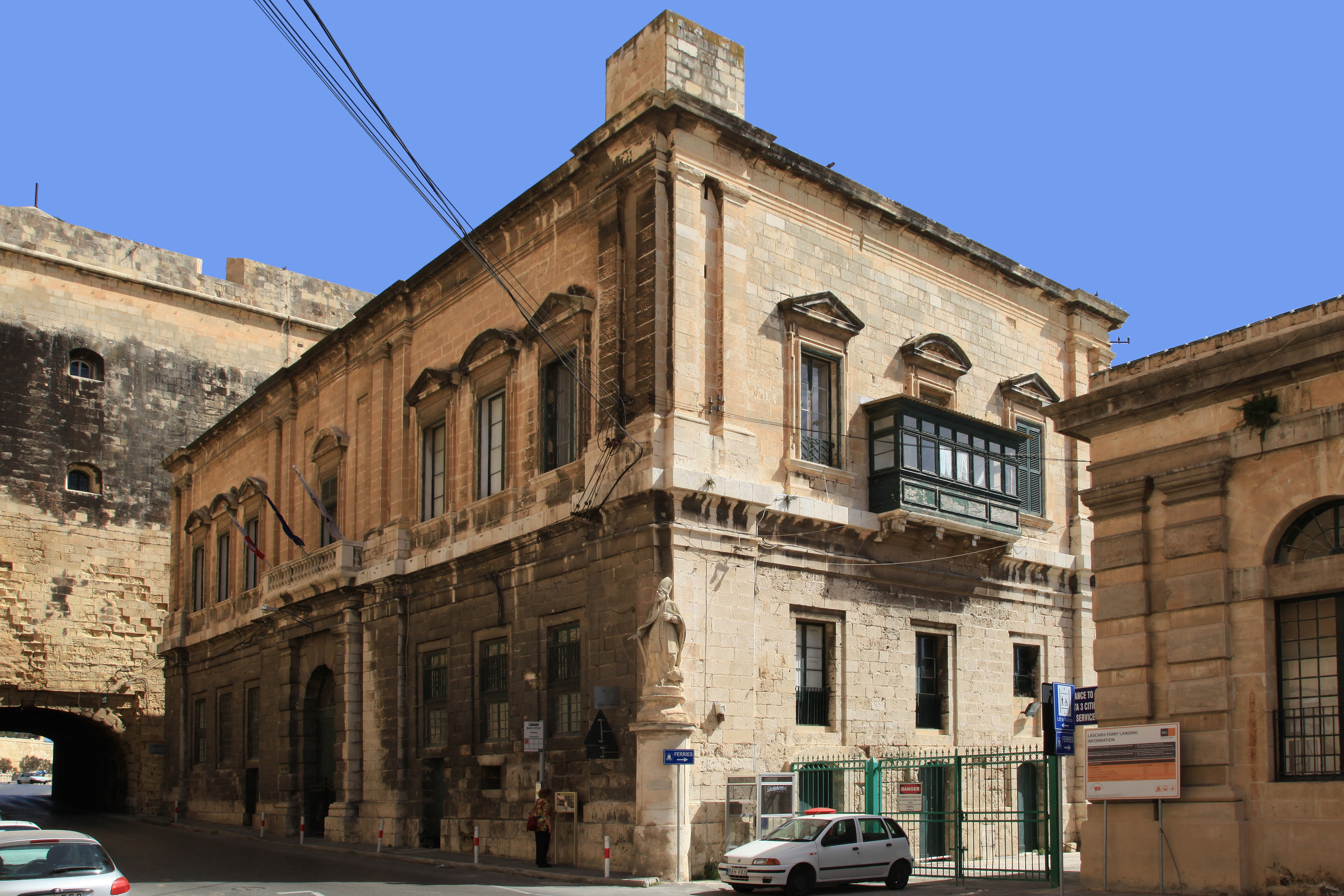
Old Customs House w Valletcie

Giuseppe Bonnici  (ur. 1707, zm. 1779) – maltański architekt  i inżynier wojskowy. Miał stanowisko Capomastro delle Opere della Religione i był naczelnym architektem zakonu św. Jana od 1761 aż do swojej śmierci. Zaprojektował kilka znaczących budynków; jego arcydziełem był budynek starego urzędu celnego w Valletcie.

## Biografia
Bonici zaczął tworzyć plany architektoniczne już w młodym wieku, terminował u tak znanych architektów, jak Maltańczyk Giovanni Barbara, zaś później francuski inżynier wojskowy René Jacob de Tigné. W 1734 wykonał plany do kościoła parafialnego św. Publiusza we Florianie, które umocniły jego sławę jako mistrza architektury kościelnej. Jego arcydziełem jest Old Customs House w Valletcie, który zaprojektował w 1774. Większość projektów Boniciego powstawało w stylu barokowym, nawet wtedy, gdy na pozostałej części Europy zapanowała architektura klasycystyczna.
W czasie swojej kariery Bonici piastował kilka stanowisk, w tym zastępcy inżyniera w Commissari Domorum, egzaminatora kandydatów na geodetów, oraz Capomastro delle Fortificazioni della Fondazione Cotoner. Najbardziej znaczącym było stanowisko Capomastro delle Opere della Religione, naczelnego architekta Zakonu Maltańskiego, które piastował od 1761 do swojej śmierci w 1779. Bonnici był również członkiem Monte della Redenzione degli Schiavi i darczyńcą Zakonu.

## Lista budynków przypisywanych Bonniciemu

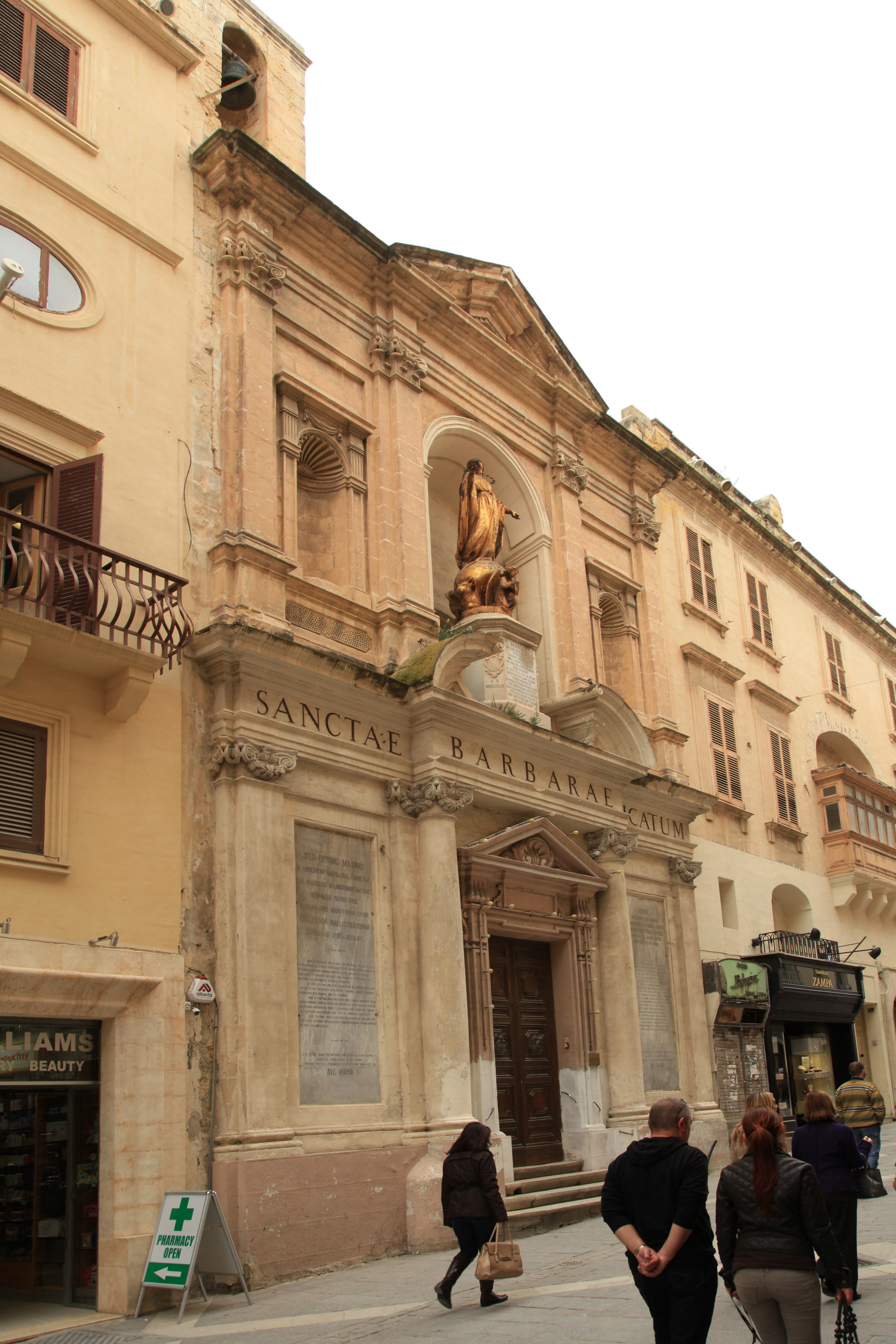
Kościół św. Barbary w Valletcie

Poniższe budynki zostały zaprojektowane przez Bonniciego, lub są mu przypisywane:
- Kościół Niepokalanego Poczęcia, Bormla (1730) – przypisywany
- Kościół św. Publiusza we Florianie (1734) – nawa, wraz z innymi architektami
- Kościół św. Barbary w Valletcie (1737)
- Castellania w Valletcie (1758–60) – zbudował do projektu Francesco Zerafy
- Bazylika św. Piotra i św. Pawła w Nadur (1760) – przypisywana
- Kościół św. Bartłomieja w Tarxien (1764) – przypisywany
- Kościół św. Augustyna w Valletcie (1765) – ukończony przez Antonio Cachię
- Stary Urząd Celny w Valletcie (1774)
- Fontanna na St George Square/Palace Square w Valletcie[5].